# Озёрный (остров)
Озёрный — остров архипелага Северная Земля. Административно относится к Таймырскому Долгано-Ненецкому району Красноярского края.

## Расположение
Расположен в 1,4 километрах от восточного побережья острова Комсомолец в группе многочисленных небольших островов, связанных друг с другом и с островом Комсомолец песчаной отмелью. В 2,5 километрах к северо-востоку от Озёрного лежит остров Раздельный, в 600 метрах к западу — небольшой остров Глинистый.

## Описание
Пологий, существенных возвышенностей нет. Имеет вытянутую форму длиной 2,3 километра и шириной 650—750 метров. В центральной части острова находится небольшое озеро, соединённое с морем протокой. Со всех сторон окружён отмелью.

## Топографические карты
- Лист карты U-47-XXXI,XXXII,XXXIII бух. Кренкеля. Масштаб: 1 : 200 000. Состояние местности на 1988 год. Издание 1992 г.